# Isomyia infumata
Isomyia infumata är en tvåvingeart som först beskrevs av Jacques-Marie-Frangile Bigot 1877.  Isomyia infumata ingår i släktet Isomyia och familjen Rhiniidae.
Artens utbredningsområde är Myanmar. Inga underarter finns listade i Catalogue of Life.